# Championnats d'Europe de gymnastique artistique 2017
Navigation
Édition précédente Édition suivante
Les  7es Championnats d'Europe individuels de gymnastique artistique masculine et féminine se déroulent à Cluj-Napoca, en Roumanie, du 19 au 23 avril 2017.

## Podiums
| Épreuves                                        | Or                     | Argent              | Bronze                        |
| ----------------------------------------------- | ---------------------- | ------------------- | ----------------------------- |
| Hommes                                          |                        |                     |                               |
| Concours général individuel résultats détaillés | Oleh Vernyayev         | Artur Dalaloyan     | James Hall                    |
| Sol résultats détaillés                         | Marian Drăgulescu      | Dmitriy Lankin      | Alexander Shatilov            |
| Cheval d'arçons résultats détaillés             | David Beliavski        | Krisztián Berki     | Harutyun Merdinyan            |
| Anneaux résultats détaillés                     | Eleftherios Petrounias | Courtney Tulloch    | Ihor Radivilov                |
| Saut de cheval résultats détaillés              | Artur Dalaloyan        | Marian Drăgulescu   | Oleh Vernyayev                |
| Barres parallèles résultats détaillés           | Oleh Vernyayev         | Lukas Dauser        | Nikita Nagornyy               |
| Barre fixe résultats détaillés                  | Pablo Brägger          | Oliver Hegi         | David Beliavski               |
| Femmes                                          |                        |                     |                               |
| Concours général individuel résultats détaillés | Elissa Downie          | Zsófia Kovács       | Mélanie de Jesus dos Santos   |
| Saut de cheval résultats détaillés              | Coline Devillard       | Elissa Downie       | Boglárka Dévai                |
| Barres asymétriques résultats détaillés         | Nina Derwael           | Elena Eremina       | Elisabeth Seitz Elissa Downie |
| Poutre résultats détaillés                      | Cătălina Ponor         | Eythora Thorsdottir | Larisa Iordache               |
| Sol résultats détaillés                         | Angelina Melnikova     | Elissa Downie       | Eythora Thorsdottir           |

## Résultats détaillés

### Hommes

#### Concours général individuel
| Rang               | Gymnaste         | Sol    | Cheval d'arçon | Anneaux | Saut   | Barres parallèles | Barre fixe | Total  |
| ------------------ | ---------------- | ------ | -------------- | ------- | ------ | ----------------- | ---------- | ------ |
| Médaille d'or      | Oleh Vernyayev   | 13.466 | 14.500         | 14.700  | 14.700 | 14.500            | 14.000     | 85.866 |
| Médaille d'argent  | Artur Dalaloyan  | 14.766 | 12.633         | 14.266  | 14.933 | 14.500            | 14.400     | 85.498 |
| Médaille de bronze | James Hall       | 14.266 | 14.166         | 13.800  | 14.166 | 14.166            | 14.100     | 84.664 |
| 4                  | Nikita Ignatyev  | 13.966 | 13.366         | 14.633  | 13.933 | 13.933            | 14.133     | 83.964 |
| 5                  | Joe Fraser       | 13.600 | 14.000         | 13.633  | 14.016 | 13.933            | 13.800     | 82.982 |
| 6                  | Artur Davtyan    | 13.266 | 13.666         | 14.233  | 14.833 | 13.700            | 13.166     | 82.864 |
| 7                  | Lukas Dauser     | 13.700 | 13.100         | 13.600  | 14.266 | 14.700            | 12.833     | 82.199 |
| 8                  | Ferhat Arıcan    | 13.600 | 13.666         | 12.833  | 13.866 | 14.866            | 13.266     | 82.097 |
| 9                  | Eddy Yusof       | 13.266 | 12.633         | 13.666  | 14.333 | 14.566            | 13.300     | 81.764 |
| 10                 | Philipp Herder   | 13.566 | 13.666         | 13.333  | 14.166 | 13.933            | 12.641     | 81.305 |
| 11                 | Casimir Schmidt  | 13.866 | 12.800         | 13.566  | 14.333 | 13.700            | 12.733     | 80.998 |
| 12                 | Oliver Hegi      | 12.666 | 12.000         | 13.233  | 13.166 | 14.666            | 14.500     | 80.231 |
| 13                 | Mários Georgíou  | 12.300 | 14.366         | 13.400  | 12.433 | 13.800            | 13.900     | 80.199 |
| 14                 | Bart Deurloo     | 11.566 | 13.900         | 13.300  | 14.266 | 13.400            | 13.566     | 79.998 |
| 15                 | Yevhen Yudenkov  | 13.666 | 12.933         | 14.033  | 13.666 | 13.033            | 12.400     | 79.731 |
| 16                 | Daan Kenis       | 13.533 | 12.466         | 12.900  | 14.300 | 13.533            | 12.500     | 79.232 |
| 17                 | Oskar Kirmes     | 13.433 | 12.933         | 12.433  | 13.800 | 13.600            | 12.866     | 79.065 |
| 18                 | Botond Kardos    | 13.566 | 12.800         | 12.466  | 14.000 | 12.733            | 12.966     | 78.531 |
| 19                 | Maxime Gentges   | 13.600 | 13.200         | 13.233  | 12.866 | 12.900            | 12.700     | 78.499 |
| 20                 | Robert Tvorogal  | 12.566 | 11.666         | 13.066  | 13.566 | 13.800            | 12.633     | 77.297 |
| 21                 | Lorenzo Galli    | 13.000 | 13.033         | 12.833  | 14.025 | 13.066            | 11.333     | 77.290 |
| 22                 | Adam Babos       | 13.066 | 13.566         | 12.800  | 13.100 | 13.233            | 11.500     | 77.265 |
| 23                 | Tomas Kuzmickas  | 13.100 | 13.133         | 11.733  | 13.833 | 10.166            | 13.200     | 75.165 |
| 24                 | Michalis Krasias | 12.700 | 12.033         | 13.033  | 13.133 | 13.133            | 11.066     | 75.098 |

#### Sol
| Rang               | Gymnaste                  | Score D | Score E | Pén. | Total  |
| ------------------ | ------------------------- | ------- | ------- | ---- | ------ |
| Médaille d'or      | Marian Drăgulescu (ROU)   | 6.2     | 8.300   |      | 14.500 |
| Médaille d'argent  | Dmitriy Lankin (RUS)      | 6.4     | 8.066   |      | 14.466 |
| Médaille de bronze | Alexander Shatilov (ISR)  | 6.0     | 8.400   |      | 14.400 |
| 4                  | Artem Dolgopyat (ISR)     | 6.3     | 8.133   | 0.1  | 14.333 |
| 5                  | Dominick Cunningham (GBR) | 6.0     | 8.300   |      | 14.300 |
| 6                  | Rayderley Zapata (ESP)    | 6.3     | 8.000   |      | 14.300 |
| 7                  | Oleg Vernyayev (UKR)      | 5.7     | 8.333   |      | 14.033 |
| 8                  | Pavel Bulauski (BLR)      | 6.1     | 7.666   |      | 13.766 |

#### Cheval d'arçons
| Rang               | Gymnaste                 | Score D | Score E | Pén. | Total  |
| ------------------ | ------------------------ | ------- | ------- | ---- | ------ |
| Médaille d'or      | David Belyavskiy (RUS)   | 6.2     | 8.900   |      | 15.100 |
| Médaille d'argent  | Krisztián Berki (HUN)    | 6.2     | 9.000   | 0.3  | 14.900 |
| Médaille de bronze | Harutyun Merdinyan (ARM) | 6.1     | 8.733   |      | 14.833 |
| 4                  | Robert Seligman (CRO)    | 5.9     | 8.866   |      | 14.766 |
| 5                  | Oliver Hegi (SUI)        | 6.0     | 8.700   |      | 14.700 |
| 6                  | Sašo Bertoncelj (SVN)    | 5.4     | 8.033   |      | 13.433 |
| 7                  | Oleg Vernyayev (UKR)     | 5.9     | 7.300   |      | 13.200 |
| 8                  | Ferhat Arıcan (TUR)      | 5.9     | 7.066   |      | 12.966 |

#### Anneaux
| Rang               | Gymnaste                          | Score D | Score E | Pén. | Total  |
| ------------------ | --------------------------------- | ------- | ------- | ---- | ------ |
| Médaille d'or      | Eleftherios Petrounias (GRE)      | 6.3     | 9.133   |      | 15.433 |
| Médaille d'argent  | Courtney Tulloch (GBR)            | 6.4     | 8.666   |      | 15.066 |
| Médaille de bronze | Ihor Radivilov (UKR)              | 6.3     | 8.733   |      | 15.033 |
| 4                  | Vahagn Davtyan (ARM)              | 6.1     | 8.758   |      | 14.858 |
| 5                  | İbrahim Çolak (TUR)               | 6.2     | 8.633   |      | 14.833 |
| 6                  | Konstantinos Konstantinidis (GRE) | 6.0     | 8.666   |      | 14.666 |
| 6                  | Artur Tovmasyan (ARM)             | 6.2     | 8.466   |      | 14.666 |
| 8                  | Dmitriy Lankin (RUS)              | 5.9     | 8.566   |      | 14.466 |

#### Saut de cheval
| Rang               | Gymnaste                  | Saut 1  | Saut 1  | Saut 1 | Saut 1  | Saut 2  | Saut 2  | Saut 2 | Saut 2  | Total  |
| Rang               | Gymnaste                  | Score D | Score E | Pén.   | Score 1 | Score D | Score E | Pén.   | Score 2 | Total  |
| ------------------ | ------------------------- | ------- | ------- | ------ | ------- | ------- | ------- | ------ | ------- | ------ |
| Médaille d'or      | Artur Dalaloyan (RUS)     | 5.6     | 9.466   |        | 15.066  | 5.6     | 9.200   |        | 14.800  | 14.933 |
| Médaille d'argent  | Marian Drăgulescu (ROU)   | 5.6     | 9.066   |        | 14.666  | 5.8     | 9.000   |        | 14.800  | 14.733 |
| Médaille de bronze | Oleg Vernyayev (UKR)      | 5.6     | 9.166   |        | 14.766  | 5.6     | 9.033   | 0.1    | 14.533  | 14.649 |
| 4                  | Zachari Hrimeche (FRA)    | 5.6     | 9.033   |        | 14.633  | 5.6     | 9.000   |        | 14.600  | 14.616 |
| 5                  | Artur Davtyan (ARM)       | 5.6     | 9.266   |        | 14.866  | 4.8     | 9.500   |        | 14.300  | 14.583 |
| 6                  | Dominick Cunningham (GBR) | 5.2     | 8.800   |        | 14.000  | 5.6     | 8.766   | 0.1    | 14.266  | 14.133 |
| 7                  | Igor Radivilov (RUS)      | 6.0     | 7.766   | 0.3    | 13.466  | 5.6     | 9.000   |        | 14.600  | 14.033 |
| 8                  | Andrey Medvedev (ISR)     | 0.0     | 7.533   | 0.1    | 0.000   | 5.6     | 8.266   |        | 13.466  | 6.733  |

#### Barres parallèles
| Rang               | Gymnaste               | Score D | Score E | Pén. | Total  |
| ------------------ | ---------------------- | ------- | ------- | ---- | ------ |
| Médaille d'or      | Oleg Vernyayev (UKR)   | 6.4     | 9.066   |      | 15.466 |
| Médaille d'argent  | Lukas Dauser (GER)     | 6.4     | 8.966   |      | 15.366 |
| Médaille de bronze | Nikita Nagornyy (RUS)  | 6.4     | 8.866   |      | 15.266 |
| 4                  | David Belyavskiy (RUS) | 6.4     | 8.833   |      | 15.233 |
| 5                  | Eddy Yusof (SUI)       | 6.0     | 9.000   |      | 15.000 |
| 6                  | Marcel Nguyen (GER)    | 6.5     | 8.300   |      | 14.800 |
| 7                  | Ferhat Arıcan (TUR)    | 6.3     | 8.333   |      | 14.633 |
| 8                  | Oliver Hegi (SUI)      | 5.6     | 6.266   |      | 11.866 |

#### Barre fixe
| Rang               | Gymnaste               | Score D | Score E | Pén. | Total  |
| ------------------ | ---------------------- | ------- | ------- | ---- | ------ |
| Médaille d'or      | Pablo Brägger (SUI)    | 6.8     | 8.133   |      | 14.933 |
| Médaille d'argent  | Oliver Hegi (SUI)      | 6.2     | 8.300   |      | 14.500 |
| Médaille de bronze | David Belyavskiy (RUS) | 5.7     | 8.666   |      | 14.366 |
| 4                  | James Hall (GBR)       | 5.7     | 8.633   |      | 14.333 |
| 5                  | Edgar Boulet (FRA)     | 5.8     | 8.533   |      | 14.333 |
| 6                  | Bart Deurloo (NED)     | 6.0     | 7.133   |      | 13.133 |
| 7                  | Anton Kovačević (CRO)  | 6.1     | 6.966   |      | 13.066 |
| 8                  | Oleg Vernyayev (UKR)   | 6.0     | 5.700   |      | 11.700 |

### Femmes

#### Concours général individuel
| Rang               | Gymnaste                          | Saut   | Barres asymétriques | Poutre | Sol    | Total  |
| ------------------ | --------------------------------- | ------ | ------------------- | ------ | ------ | ------ |
| Médaille d'or      | Ellie Downie (GBR)                | 14.566 | 14.300              | 13.066 | 13.833 | 55.765 |
| Médaille d'argent  | Zsófia Kovács (HUN)               | 14.600 | 14.333              | 13.466 | 13.033 | 55.432 |
| Médaille de bronze | Mélanie de Jesus dos Santos (FRA) | 14.366 | 14.100              | 13.833 | 12.766 | 55.065 |
| 4                  | Elena Eremina (RUS)               | 13.966 | 14.300              | 12.700 | 13.300 | 54.266 |
| 5                  | Kim Bùi (GER)                     | 13.533 | 14.033              | 12.533 | 13.400 | 53.499 |
| 6                  | Martina Maggio (ITA)              | 14.100 | 13.266              | 12.900 | 12.933 | 53.199 |
| 7                  | Nina Derwael (BEL)                | 13.533 | 13.600              | 12.733 | 12.966 | 52.832 |
| 8                  | Ana Filipa Martins (POR)          | 13.466 | 13.200              | 13.166 | 13.000 | 52.832 |
| 9                  | Natalia Kapitonova (RUS)          | 13.600 | 14.100              | 11.900 | 13.166 | 52.766 |
| 10                 | Alice Kinsella (GBR)              | 13.466 | 12.400              | 13.433 | 12.800 | 52.099 |
| 11                 | Tisha Volleman (NED)              | 14.233 | 12.733              | 12.066 | 12.966 | 51.998 |
| 12                 | Eythora Thorsdottir (NED)         | 14.100 | 12.366              | 11.966 | 13.533 | 51.965 |
| 13                 | Ana Pérez (ESP)                   | 13.600 | 13.700              | 11.533 | 12.500 | 51.333 |
| 14                 | Ilaria Käslin (SUI)               | 13.266 | 11.900              | 13.033 | 13.066 | 51.265 |
| 15                 | Lynn Genhart (SUI)                | 13.200 | 12.566              | 12.833 | 12.666 | 51.265 |
| 16                 | Marine Boyer (FRA)                | 13.766 | 11.433              | 13.133 | 12.900 | 51.232 |
| 17                 | Barbora Mokošová (SVK)            | 13.633 | 12.700              | 12.266 | 12.466 | 51.065 |
| 18                 | Ioana Crişan (ROU)                | 13.366 | 13.000              | 11.566 | 13.100 | 51.032 |
| 19                 | Cintia Rodríguez Rodríguez (ESP)  | 12.800 | 12.700              | 12.700 | 12.800 | 51.000 |
| 20                 | Pauline Schäfer (GER)             | 13.733 | 11.566              | 13.766 | 11.933 | 50.998 |
| 21                 | Giada Grisetti (ITA)              | 13.933 | 13.533              | 11.700 | 11.533 | 50.699 |
| 22                 | Vendula Měrková (CZE)             | 12.300 | 12.333              | 12.900 | 12.633 | 50.166 |
| 23                 | Olivia Cîmpian (ROU)              | 14.266 | 10.541              | 12.366 | 12.933 | 50.106 |
| 24                 | Boglárka Dévai (HUN)              | 14.233 | 12.066              | 11.133 | 11.766 | 49.198 |

#### Saut de cheval
| Rang               | Gymnaste                 | Saut 1  | Saut 1  | Saut 1 | Saut 1  | Saut 2  | Saut 2  | Saut 2 | Saut 2  | Total  |
| Rang               | Gymnaste                 | Score D | Score E | Pén.   | Score 1 | Score D | Score E | Pén.   | Score 2 | Total  |
| ------------------ | ------------------------ | ------- | ------- | ------ | ------- | ------- | ------- | ------ | ------- | ------ |
| Médaille d'or      | Coline Devillard (FRA)   | 5.8     | 8.833   |        | 14.633  | 5.4     | 8.900   |        | 14.300  | 14.467 |
| Médaille d'argent  | Ellie Downie (GBR)       | 5.4     | 9.000   |        | 14.400  | 5.2     | 9.100   |        | 14.300  | 14.350 |
| Médaille de bronze | Boglárka Dévai (HUN)     | 5.4     | 9.000   |        | 14.400  | 5.2     | 9.033   |        | 14.233  | 14.317 |
| 4                  | Maria Paseka (RUS)       | 5.2     | 8.833   |        | 14.033  | 5.8     | 8.733   |        | 14.533  | 14.283 |
| 5                  | Tisha Volleman (NED)     | 5.4     | 9.000   |        | 14.400  | 5.2     | 8.900   |        | 14.100  | 14.250 |
| 6                  | Zsófia Kovács (HUN)      | 5.4     | 9.166   |        | 14.566  | 4.8     | 9.033   |        | 13.833  | 14.200 |
| 7                  | Teja Belak (SVN)         | 6.4     | 8.900   |        | 14.300  | 5.0     | 9.066   |        | 14.066  | 14.183 |
| 8                  | Angelina Melnikova (RUS) | 5.4     | 9.000   |        | 14.400  | 5.2     | 8.700   | 0.3    | 13.600  | 14.000 |

#### Barres asymétriques
| Rang               | Gymnaste                          | Score D | Score E | Pén. | Total  |
| ------------------ | --------------------------------- | ------- | ------- | ---- | ------ |
| Médaille d'or      | Nina Derwael (BEL)                | 6.1     | 8.533   |      | 14.633 |
| Médaille d'argent  | Elena Eremina (RUS)               | 6.0     | 8.300   |      | 14.300 |
| Médaille de bronze | Ellie Downie (GBR)                | 5.9     | 8.233   |      | 14.133 |
| Médaille de bronze | Elisabeth Seitz (GER)             | 5.9     | 8.233   |      | 14.133 |
| 5                  | Kim Bùi (GER)                     | 6.0     | 7.900   |      | 13.900 |
| 6                  | Zsófia Kovács (HUN)               | 5.8     | 7.300   |      | 13.100 |
| 7                  | Becky Downie (GBR)                | 5.5     | 8.000   | 0.5  | 13.000 |
| 8                  | Mélanie de Jesus dos Santos (FRA) | 4.9     | 6.800   |      | 11.700 |

#### Poutre
| Rang               | Gymnaste                  | Score D | Score E | Pén. | Total  |
| ------------------ | ------------------------- | ------- | ------- | ---- | ------ |
| Médaille d'or      | Cătălina Ponor (ROU)      | 6.2     | 8.366   |      | 14.566 |
| Médaille d'argent  | Eythora Thorsdottir (NED) | 5.6     | 8.466   |      | 14.066 |
| Médaille de bronze | Larisa Iordache (ROU)     | 6.0     | 7.966   |      | 13.966 |
| 4                  | Ellie Downie (GBR)        | 5.3     | 8.133   |      | 13.433 |
| 5                  | Sanne Wevers (NED)        | 5.6     | 7.841   | 0.1  | 13.341 |
| 6                  | Zsófia Kovács (HUN)       | 5.0     | 8.133   |      | 13.133 |
| 7                  | Marine Boyer (FRA)        | 5.7     | 7.266   |      | 12.966 |
| 8                  | Claudia Fragapane (GBR)   | 5.1     | 7.433   |      | 12.533 |
| 9                  | Tabea Alt (GER)           | 5.7     | 5.366   | 0.1  | 10.966 |

- Becky Downie, who initially qualified in 8th place, was injured during the Uneven Bars final and withdrew her place in the Balance Beam final. Claudia Fragapane, Downie's teammate, will take her place.

#### Sol
| Rang               | Gymnaste                  | Score D | Score E | Pén. | Total  |
| ------------------ | ------------------------- | ------- | ------- | ---- | ------ |
| Médaille d'or      | Angelina Melnikova (RUS)  | 5.4     | 8.700   |      | 14.100 |
| Médaille d'argent  | Ellie Downie (GBR)        | 5.4     | 8.666   |      | 14.066 |
| Médaille de bronze | Eythora Thorsdottir (NED) | 5.5     | 8.300   | 0.1  | 13.700 |
| 4                  | Kim Bùi (GER)             | 5.2     | 8.366   |      | 13.566 |
| 5                  | Lara Mori (ITA)           | 5.4     | 8.166   |      | 13.566 |
| 6                  | Pauline Schäfer (GER)     | 5.1     | 8.433   |      | 13.533 |
| 7                  | Claudia Fragapane (GBR)   | 5.5     | 8.333   | 0.3  | 13.533 |
| 8                  | Elena Eremina (RUS)       | 5.0     | 8.466   |      | 13.466 |

## Tableau des médailles
| Rang  | Nation          | Or | Argent | Bronze | Total |
| ----- | --------------- | -- | ------ | ------ | ----- |
| 1     | Russie          | 3  | 3      | 2      | 8     |
| 2     | Roumanie        | 2  | 1      | 1      | 4     |
| 3     | Ukraine         | 2  | 0      | 2      | 4     |
| 4     | Grande-Bretagne | 1  | 3      | 2      | 6     |
| 5     | Suisse          | 1  | 1      | 0      | 2     |
| 6     | France          | 1  | 0      | 1      | 2     |
| 7     | Belgique        | 1  | 0      | 0      | 1     |
| 7     | Grèce           | 1  | 0      | 0      | 1     |
| 9     | Hongrie         | 0  | 2      | 1      | 3     |
| 10    | Allemagne       | 0  | 1      | 1      | 2     |
| 10    | Pays-Bas        | 0  | 1      | 1      | 2     |
| 12    | Arménie         | 0  | 0      | 1      | 1     |
| 12    | Israël          | 0  | 0      | 1      | 1     |
| TOTAL | TOTAL           | 12 | 12     | 13     | 37    |